# Blue Valentine (film)
Blue Valentine je americké romantické drama. Světovou premiéru mělo 27. prosince 2010, na 26. Sundance Film Festivalu. Režíroval ho Derek Cianfrance. Hlavními hvězdami filmu jsou Michelle Williamsová a Ryan Gosling.

## Děj filmu
Film vypráví o mladém manželském páru, Deanovi a Cindy, jejichž vztah se ocitl ve slepé uličce. Pohybuje se ve dvou časových rovinách – v čase jejich námluv, a v době kdy chtějí zrušit jejich manželství, několik let později. 
Dean Pereira je mladík, pracující pro stěhovací společnost v New Yorku, který nikdy nedokončil střední školu. Cindy Hellerová je studentka lékařské fakulty, žijící se svými rodiči a pečující o babičku v Pensylvánii. Tito dva se náhodou potkají a hluboce se do sebe zamilují. Velmi brzy spěchají do manželství, poté co se Cindy dozví, že je těhotná se svým bývalým přítelem Bobbym (Mike Vogel).
Prolínáním dvou období jejich života se Dean s Cindy snaží zjistit, kam se poděla jejich láska. Cindy vyrostla v dospělou ženu, a má pocit, že Dean nemá žádnou budoucnost a už jí nemá co nabídnout. V naději, že vzkřísí jejich vztah, vezme Dean Cindy do levného motelu, kde se ale jen dále hádají. Cindy musí jet brzo ráno zpět do nemocnice, kde se Dean poté ukáže, a je velice rozzuřený a zdá se, že rozvod je nevyhnutelný. Dean odejde a nechá Cindy v nemocnici s dcerou. 

## Ocenění
Režisér filmu byl 20. prosince 2010 oceněn na 22. Ceně Chicagských filmových kritiků cenou "Most promising filmmaker", kde byli také nominováni oba hlavní protagonisté filmu, Michelle Williamsová a Ryan Gosling, v kategoriích nejlepší herečka a nejlepší herec. Tito herci byli rovněž nominováni v týchž kategoriích za film také na 68. ročníku Zlatých glóbů a Michelle Williamsová i na 83. ročníku cen Americké akademie filmových umění a věd Oscar.

## Obsazení
- Ryan Gosling – Dean
- Michelle Williamsová – Cindy
- Mike Vogel – Bobby
- John Doman – Jerry Heller
- Ben Shenkman – Sam Feinberg
- Reila Aphrodite – Mary
- Faith Wladyka – Frankie Perieraová
- Samii Ryan – Amanda
- Michelle Nagy – učitelka hudby
- Robert Eckard – otec
- Tamara Torres – Maria
- James Benatti – Jamie
- Maryann Plunkett – Glenda
- Barbara Troy – Jo